# 象橘
象橘（学名：Limonia acidissima），俗称“木苹果”。为芸香科象橘属下的一个植物种。